# Йохан II фон Вестербург
Йохан II фон Вестербург (на немски: Johann II von Westerburg; † 1410) от Дом Рункел е господар на Вестербург във Вестервалд.
Той е вторият син на Йохан I фон Вестербург (1332 – 1370) и съпругата му графиня Кунигунда фон Сайн (ок. 1353 – 1383), дъщеря на граф Йохан II фон Сайн († сл. 1360) и графиня Елизабет фон Юлих († сл. 1389). Брат е на Райнхард II фон Вестербург (1354 – 1421).

## Фамилия
Йохан II се жени между 1 януари 1396 и 12 март 1396 г. за Анастасия фон Лайнинген, вдовица на вилдграф Фридрих III фон Кирбург († 1390), дъщеря на граф Емих VI фон Лайнинген-Хартенбург († 1381) и Маргарета фон Хабсбург-Кибург († сл. 1381). Те имат три дъщери:
- Агнес († 1415), омъжена 1400 г. за Йохан II фон Изенбург-Браунсберг, граф цу Вид († 1454), син на Герлах фон Изенбург-Браунсберг-Вид
- Кунигунда († 1428), омъжена сл. 1415 г. за граф Йохан II фон Изенбург-Браунсберг, граф цу Вид († 1454), син на Герлах фон Изенбург-Браунсберг-Вид
- Анастасия († 14 август 1464 или сл. 1491), омъжена на 1 януари 1428 г. за рицар Филип III фон Кронберг „Стари“, байлиф на Епщайн & Буцбах (1393 – 1447/1449)